# T.N. Chaturvedi
T.N. Chaturvedi (Triloki Nath Chaturvedi), född 18 januari 1929 i Kannauj i Uttar Pradesh, död 5 januari 2020 i Noida i Uttar Pradesh, var en indisk politiker och guvernör i Karnataka mellan den 21 augusti 2002 och den 20 augusti 2007. Chaturvedi var samtidigt guvernör i grannstaten Kerala från den 25 februari 2004 till den 23 juni samma år, sedan Keralas guvernör Sikander Bakht avlidit.